# كوزيتا
كوزيتا (بالإنجليزية: Cusseta, Georgia)‏ هي مدينة تقع في مقاطعة تشاتاهوتشي، جورجيا بولاية جورجيا في الولايات المتحدة. تبلغ مساحة هذه المدينة 3.9 (كم²)، وترتفع عن سطح البحر م، بلغ عدد سكانها 1196 نسمة في عام 2010 حسب إحصاء مكتب تعداد الولايات المتحدة.

## معرض صور

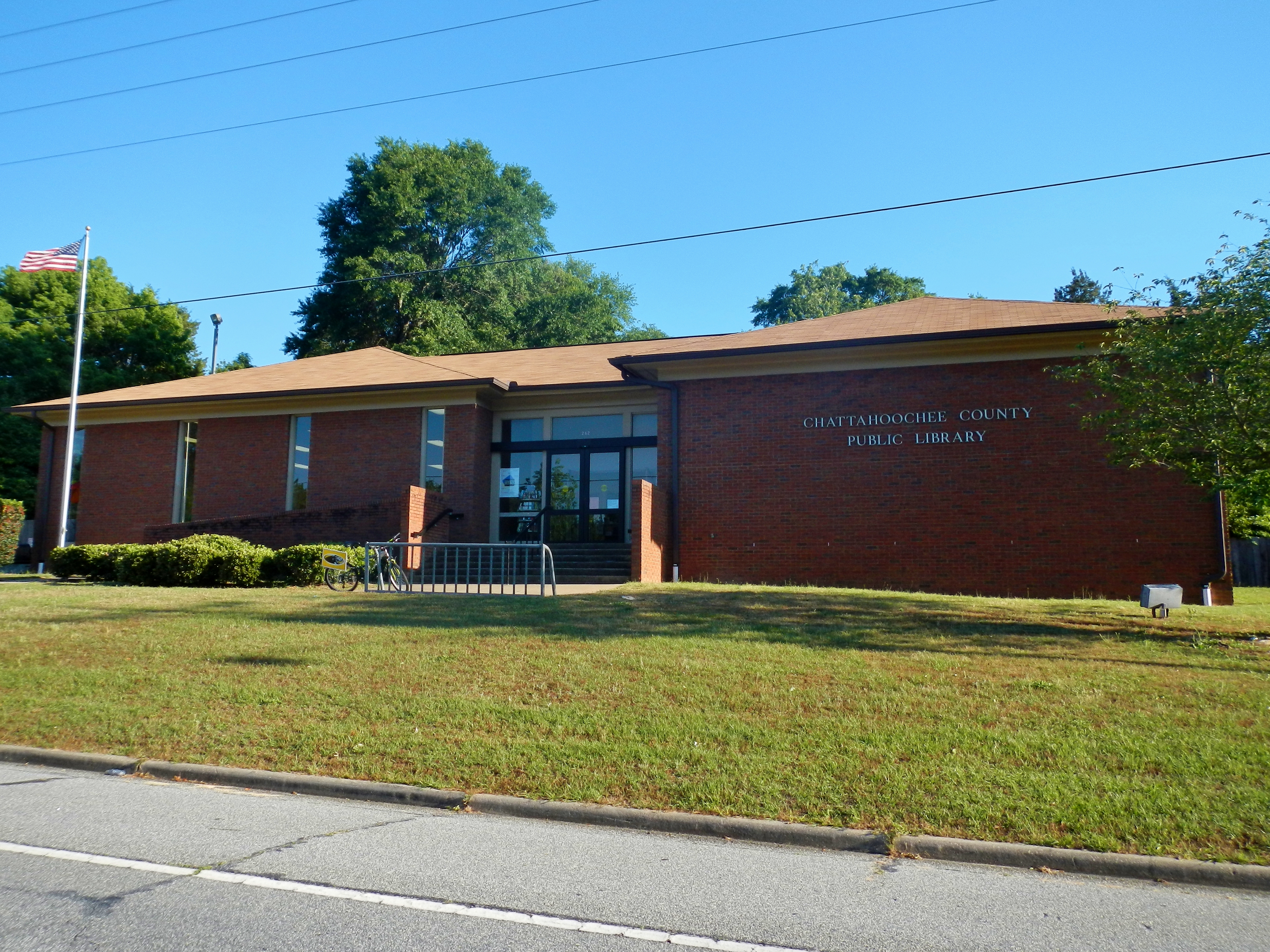
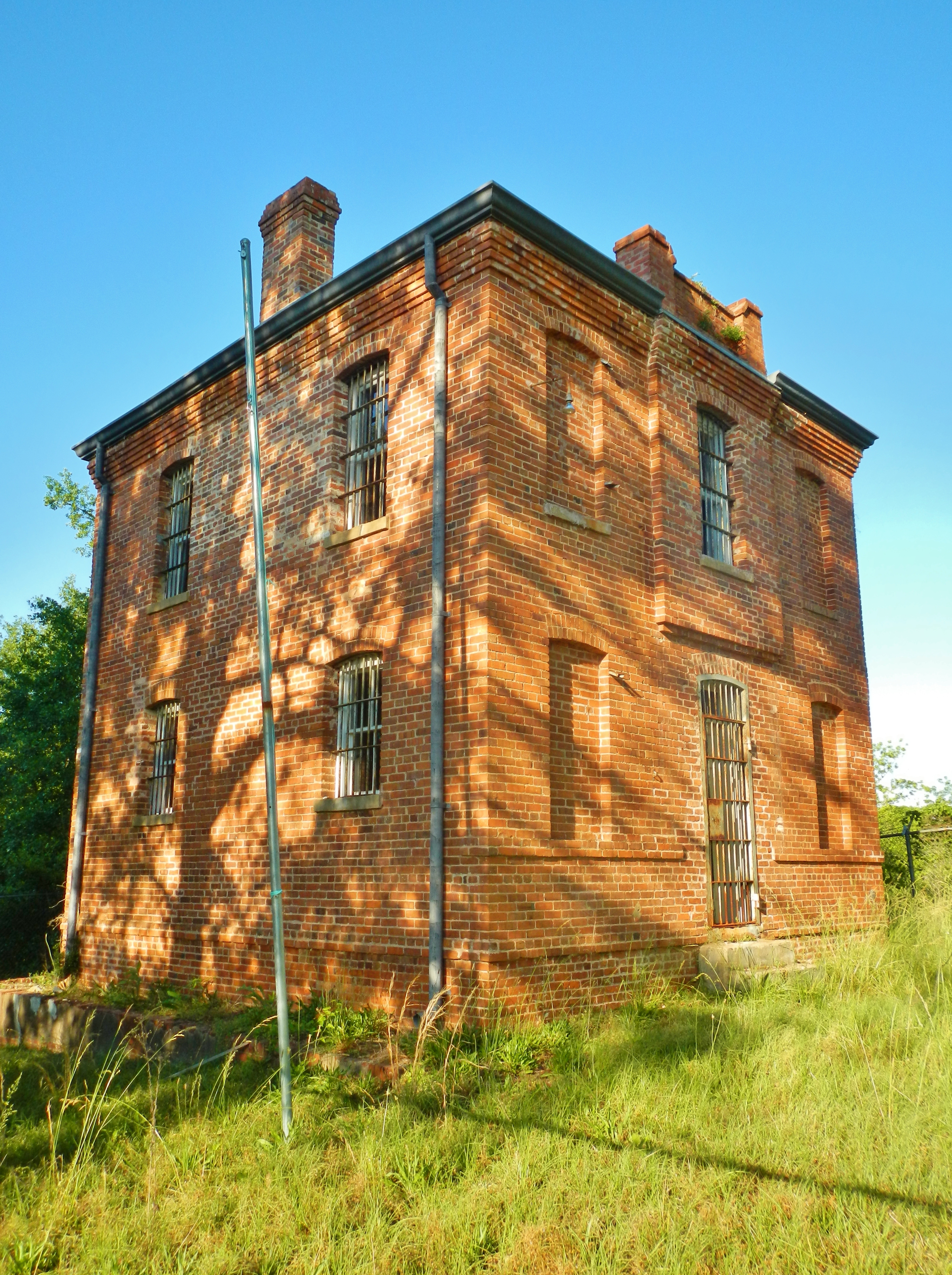
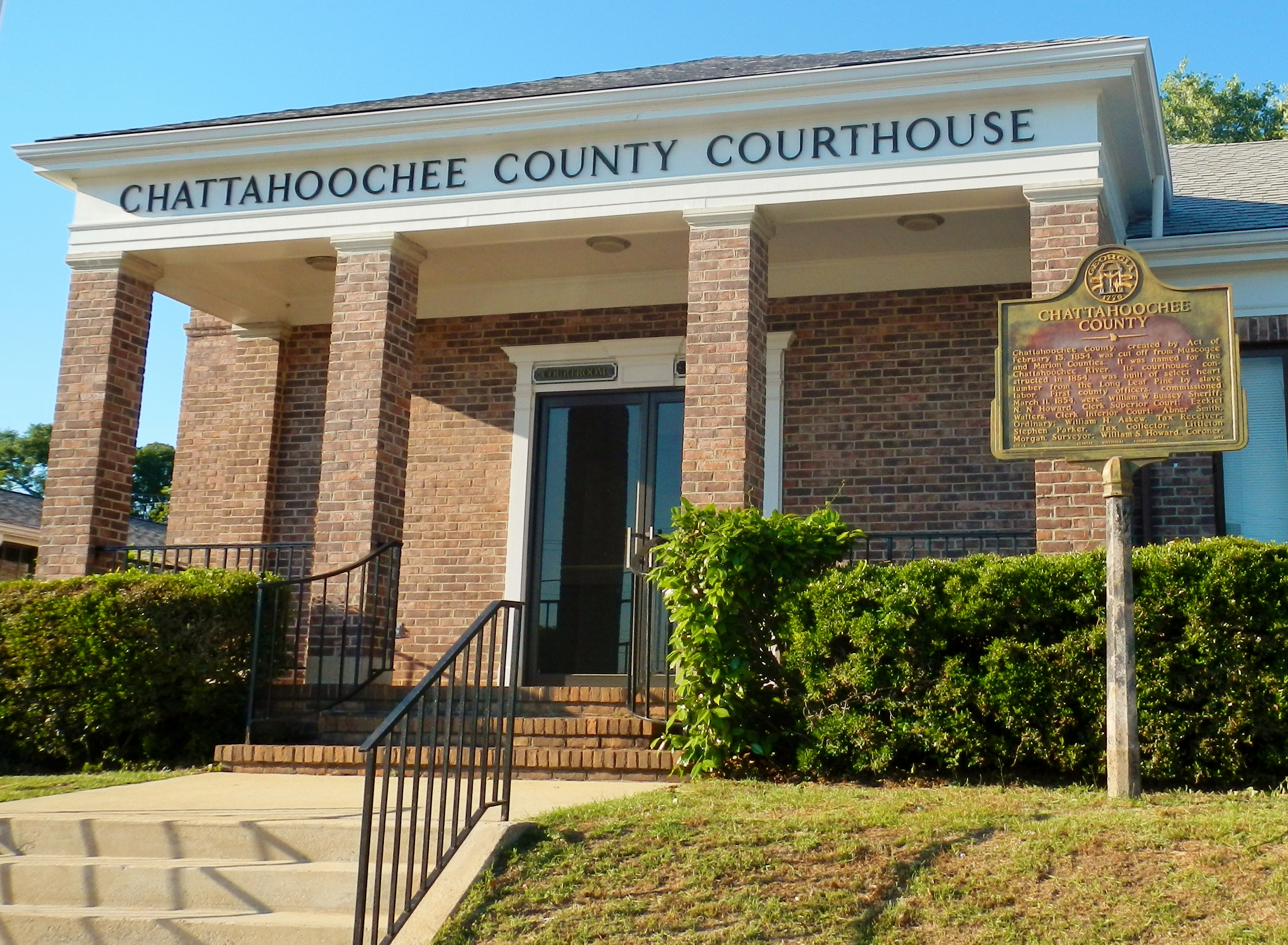
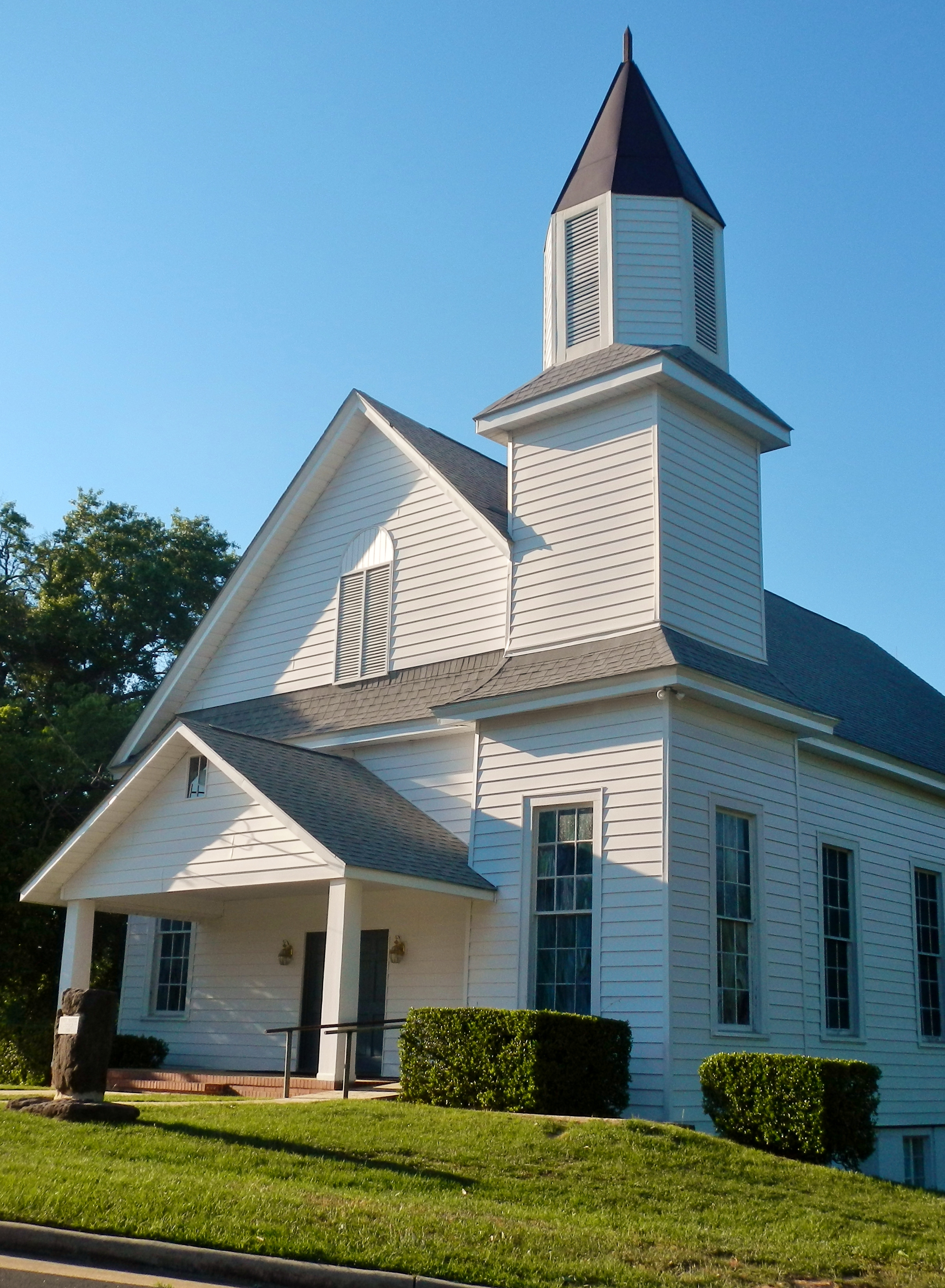
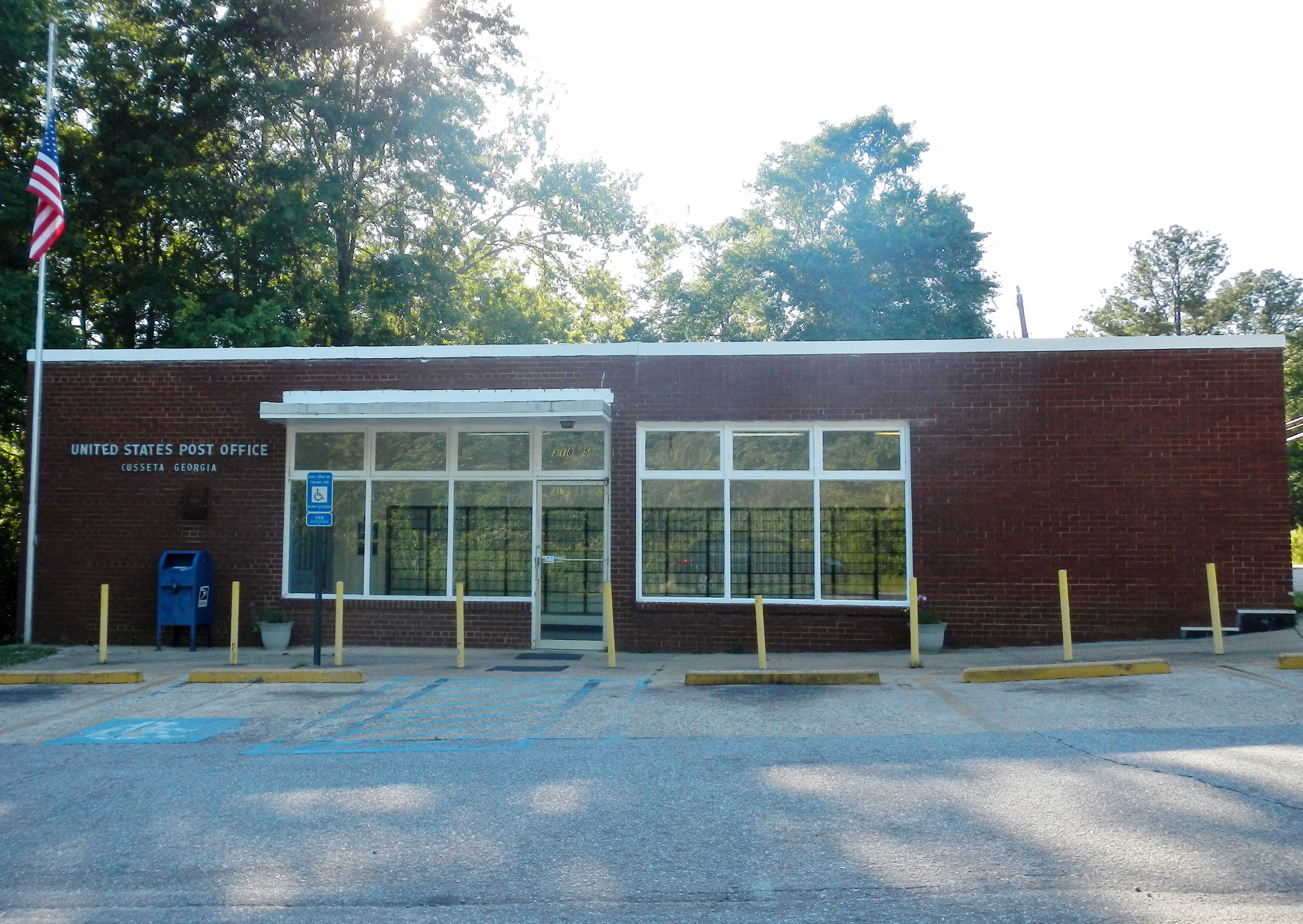
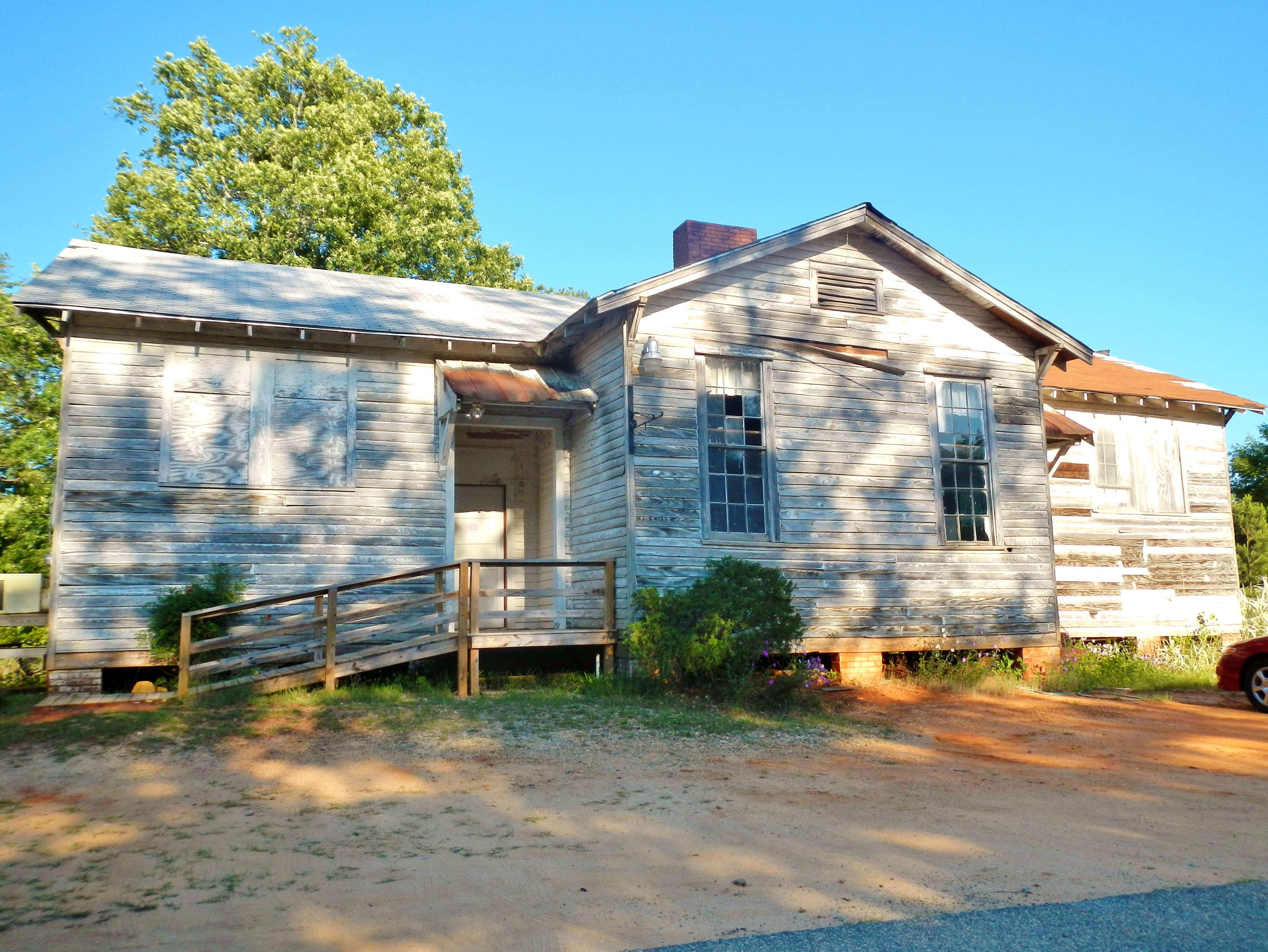

## وصلات خارجية
- Cities & Counties - Georgia.gov